# Sulla sponda del fiume Piedra mi sono seduta e ho pianto
Sulla sponda del fiume Piedra mi sono seduta e ho pianto è un romanzo di Paulo Coelho.

## Trama
Il libro narra, nella forma di un diario che percorre l'arco di una settimana, la storia di Pilar, una giovane ragazza di Soria. Svolge una vita come tante, immersa nello studio e nella speranza di costruirsi un avvenire sicuro con un buon lavoro e un marito che non l'abbandoni mai.
La sua vita cambia quando riceve la lettera di un suo vecchio amore d'infanzia, che la invita ad assistere a una conferenza che lui terrà a Madrid, a poca distanza dal suo paese natale. Ora lui è uomo famoso, in contatto con Dio e capace di compiere miracoli. 
Dopo l'incontro con il suo vecchio amico, Pilar, inizierà a percorrere un cammino che la porterà a scoprire il volto femminile di Dio, l'importanza di ascoltare il bambino che ha dentro di sé, di 'fare dei passi folli', di iniziare a essere di nuovo partecipe di ciò che accade nel mondo. Ma soprattutto scopre ‘l'importanza dell'abbandono', cioè l'importanza del vero amore che è 'un totale atto di abbandono' come spiega l'autore nella nota iniziale del libro. Grazie al suo vecchio compagno di giochi, Pilar smetterà di lottare contro il suo cuore e riscoprirà insieme all'amore anche la fede. Sogna ora una vita al suo fianco, nell'aiuto dell'esercizio del suo dono speciale; dono che però lui deciderà di abbandonare per amore della giovane. Ora spetta a Pilar far recuperare al giovane il suo ‘sogno’ grazie alla lettura delle pagine che lei scrive presa dallo sconforto di questa sua rinuncia. Insieme percorreranno un cammino che li aiuterà a costruire il loro sogno.

## Edizioni
- Paulo Coelho, Sulla sponda del fiume Piedra mi sono seduta e ho pianto, traduzione di Rita Desti, Bompiani, 1994,  p. 204, ISBN 978-88-452-2904-6.